# Castro de Saldañuela
El Castro de Saldañuela (también conocido como Castro de El Puerto) es un antiguo asentamiento vettón fortificado que data del siglo V a. C. (Edad del Hierro) y que se encuentra situado a unos 2 kilómetros en línea recta de localidad de Bermellar, en la comarca de El Abadengo, provincia de Salamanca, comunidad autónoma de Castilla y León, España, en la margen izquierda del río Huebra.

## Características
Su acceso es complicado por el camino sin asfaltar SA-CV80, sin señalizar y sin actuaciones de conservación o recuperación. Sito en una especie de meseta, el tamaño del mismo, de unas 3 hectáreas aproximadamente, es inferior a otros de la zona como puede ser el vecino castro de El Castillo en Saldeana en la otra margen del río a unos 500 metros, o el de Las Merchanas o el de Yecla La Vieja.
Flanqueado por el bastión natural que le confiere el meandro del río a modo de espigón en sus partes este, norte y oeste con barrancos de 160 metros, y pequeños regatos en su parte sur y oeste; en la parte meridional  se encuentra protegido por un potente cinturón de fuertes murallas de mampuesto de granito sin argamasa y ataludadas, algunas de 7 metros de altura y con dos puertas de acceso protegidas en embudo. Se puede apreciar parte de la división interior y una especie de torreta dominando el castro. 
Este tipo de castros ubicados en espigones naturales formados por las arribes es frecuente en la provincia, como pueden ser los llamativos castro de Lerilla (Zamarra) o el de Irueña (Fuenteguinaldo), en posiciones dominantes del territorio circundante.
A su vez se puede apreciar el campo de piedras hincadas defendiendo los accesos por la zona sur menos inexpugnable algunas de considerable tamaño, de forma que impedía el acceso tanto a pie como en caballerías de los posibles atacantes, dado el número y disposición de las mismas.